# Área de Proteção Ambiental da Trizidela
A Área de Proteção Ambiental Trizidela é unidade conservação municipal localizada em Codó, no Maranhão. 
Foi criada pelo Decreto Municipal nº 4.091, de 16 de agosto de 2016, buscando preservar a vegetação nativa do cerrado e da mata dos cocais.
Em razão da construção de um parque ambiental, a APA teve seus limites alterados pelo Decreto n. 4.113, de 27 de março de 2017, tendo suas dimensões reduzidas, ficando restrita a área do parque.
Em 2018, foi inaugurado o Parque Ambiental da Trizidela, ao redor da Lagoa da Trizidela, com a construção de quadras poliesportivas, quadras de areia, pistas para caminhadas, pista de atletismo, playground e academias ao ar livre. Essa área fica localizada no interior da APA, tendo sido desapropriada pelo governo estadual para sua construção.
No Maranhão, trizidela é a parte da cidade localizada do outro lado de um rio. 